# 若桜木虔
若桜木 虔（わかさき けん、1947年1月29日 - ）は、日本の作家。本名は稲村直彦。
ペンネームの由来は、大学時代の恩師で『源氏物語』研究の権威の秋山虔博士から一文字を頂戴したもの。

## 経歴
静岡県出身。沼津市立第一小学校、沼津市立第一中学校、静岡県立静岡高等学校、東京大学農学部卒業。同大学院博士課程満期退学。
大学在学中より執筆を開始し、銀杏並木文学賞に応募したが落選した処女作『アンドロイドの日のために』はのちに大幅加筆して『アンドロイド ジュディ』と改題出版。博士課程に進学した1977年に『小説 沖田総司』でデビュー。
SF、アニメなどのノベライゼーション、ゲームブック、ミステリー、時代小説、漫画原作、実用書（速読術、視力回復トレーニング、小説創作指南、英単語記憶術）などを多く執筆するほか、架空戦記のジャンルでは他数名との共同筆名として霧島 那智を用いる。プロ作家を養成する講座および通信添削も開講している。

## 著書
- 『小説 沖田総司』（秋元文庫） 1977 - デビュー作
- 『沖田総司惜別詩』（秋元文庫） 1978
- 『白球を叩け!』（集英社文庫、コバルトシリーズ） 1978
- 『未知からの侵略者』（秋元文庫） 1979
- 『アンドロイドジュディ』全2巻（文化出版局、ポケットメイツ） 1980 - 1981 - 東大在学中に執筆した処女作。原題は「アンドロイドの日のために」
- 『宇宙戦艦ムサシ』（文化出版局、ポケットメイツ） 1980
- 『死者のデビュー曲』（文化出版局、ポケットメイツ） 1980
- 『青春に涙はいらない』（秋元文庫） 1980
- 『タイムトラベル3501』（文化出版局、ポケットメイツ） 1980
- 『白球よ輝け!』（集英社文庫、コバルトシリーズ） 1980
- 『乙女座からきた少女』（文化出版局、ポケットメイツ） 1981
- 『Gogo! チアガール』全2巻（文化出版局、ポケットメイツ） 1981
- 『洞爺湖よ君の伝説を語れ』（集英社文庫、コバルトシリーズ） 1981
- 『黄金のジャンヌ・ダルク』（松文館） 1983
- 『ホワイトデーの訪問者』（松文館） 1983
- 『聖火の身代金』（ケイブンシャノベルス、藤堂竜之介シリーズ） 1985
- 『一緒にアクシア』（光文社文庫） 1986
- 『殺人狂株式会社』（実業之日本社、Joy novels） 1988
- 『「三日で修得できる速読法」殺人事件』（光文社文庫） 1988
- 『殺意の三鎖環』（双葉ノベルス） 1993
- 『対決! 怪盗ルパンソン 桜小マジカル探偵団1』（ポプラ社文庫、SF・ミステリーシリーズ） 1993
- 『ミステリー劇場 謎の殺人事件 25の斬新トリックを愉しむ推理ゲーム』（雄鶏社） 1993、のちKawade夢文庫
- 『三つの密室・殺人連鎖』（広済堂ブルーブックス） 1993
- 『W殺人の謎』（広済堂ブルーブックス） 1994
- 『帝国海軍の陰謀』全3巻（サンマーク出版） 1994
- 『誰も書かなかった江戸町奉行所の謎』（中経の文庫） 2009
- 『ブレインツイスター 地理の難問』（梧桐書院） 2009
- 『将軍位を盗んだ男吉宗の正体 "暴れん坊将軍"は「忍者」だった!』（イースト・プレス、文庫ぎんが堂） 2010
- 『もしも戦国武将があなたの会社の社長になったら』（青春文庫） 2012

他多数

### 「少年検事・白鳥暁」シリーズ
- 『コバルトブルー誘拐事件』（秋元文庫） 1977
- 『ダークブラウン強奪事件』（秋元文庫） 1977
- 『グリーン予告殺人事件』（秋元文庫） 1978
- 『スカイブルー失踪事件』（秋元文庫） 1978
- 『ワインレッド殺人事件』（秋元文庫） 1978

### 「早乙女薫・都筑史朗」シリーズ
- 『盗まれた結婚式』（集英社文庫、コバルトシリーズ） 1978
- 『盗まれた超高層ホテル』（集英社文庫、コバルトシリーズ） 1979
- 『盗まれた後楽園』（松文館） 1983

### 「アポロンの剣闘士」シリーズ
- 『アポロンの剣闘士』（集英社文庫、コバルトシリーズ） 1979
- 『ブラックホールの彼方で アポロンの剣闘士2』（集英社文庫、コバルトシリーズ） 1984

### 「SF学園」シリーズ
- 『SF学園 恐怖の異次元大地震』（秋元文庫） 1980
- 『SF学園 消失人間の謎』（秋元文庫） 1980
- 『SF学園 二つの影の挑戦』（秋元文庫） 1980
- 『SF学園 未来変更作戦』（秋元文庫） 1981
- 『SF学園 未知からの侵略者』（秋元文庫）
- 『SF学園 次元侵略者を探せ』（秋元文庫）

### 「日本タイム・パトロール」シリーズ
- 『日本タイム・パトロール』（文化出版局、ポケットメイツ） 1980
- 『時空域1180の危機 日本タイム・パトロール』（文化出版局、ポケットメイツ） 1981
- 『タイム・ジャック1582 日本タイム・パトロール』（文化出版局、ポケットメイツ） 1981

### 「超能力者」シリーズ
- 『超能力者（エスパー）集合指令』（秋元文庫） 1982
- 『超能力者（エスパー）破壊指令』（秋元文庫） 1983
- 『超能力者（エスパー）奪還指令』（秋元文庫） 1983
- 『超能力者（エスパー）暗殺指令』（秋元文庫） 1984
- 『超能力者（エスパー）脱獄指令』（秋元文庫） 1984

### 「パラレルワールド」シリーズ
- 『開戦前夜・パラレルワールド大戦』（松文館） 1983
- 『パラレルワールド大脱走』（集英社文庫、コバルトシリーズ） 1984
- 『パラレルワールド大混線』（集英社文庫、コバルトシリーズ） 1983

### 「サイボーグ」シリーズ
- 『サイボーグ逆亡命作戦』（秋元文庫） 1984
- 『サイボーグ核配備作戦』（秋元文庫） 1985
- 『サイボーグ大予言作戦』（秋元文庫） 1985

### 「ロリコン刑事と野次馬探偵団」シリーズ
- 『あどけない悪魔 ロリコン刑事と野次馬探偵団』（光文社文庫） 1986
- 『美貌の悪魔 ロリコン刑事と野次馬探偵団』（光文社文庫） 1987
- 『妖精の罠 ロリコン刑事と野次馬探偵団』（光文社文庫） 1987

### 「静岡県警・村嶋なつみ」シリーズ
- 『修善寺・紅葉の誘拐ライン』（有楽出版社、Joy novels） 2004
- 『寝台特急出雲・大井川の殺人交差』（有楽出版社、Joy novels） 2004
- 『天城峠桜トンネルの殺人』（有楽出版社、Joy novels） 2005
- 『石廊崎・堂ケ島万博船の殺人』（有楽出版社、Joy novels　2005
- 『中伊豆・黄金崎紅葉狩の殺人』（有楽出版社、Joy novels ） 2005
- 『浜名湖・湯ヶ島蛍祭りの殺人』（有楽出版社、Joy novels） 2005
- 『みちのく殺人街道 女優は死の香り』（有楽出版社、Joy novels） 2006

### 霧島那智 名義
- 『幕末日本海大激戦』全2巻
- 『忍術忠臣蔵外伝』全3巻
- 『王政復古大戦争』全3巻
- 『真田幸村の鬼謀』
- 『秘剣宮本武蔵』全4巻
- 『織田信長の野望』全4巻

### 実用書
- 『ぐんぐん卓球が強くなる 白球を叩け! 実技入門編』（かんき出版、Saboten book） 1982
- 『強くなる! 卓球入門』（小学館入門百科シリーズ） 1986
- 『資格試験のための超速読法 3日でマスターできる』（日本法令） 1988
- 『ストレスパワー プレッシャーが飛躍のバネになる』（光文社文庫） 1988
- 『3日で身につく実践・速読法 通勤電車でらくらくマスター』（大陸書房、Tairikuビジネス） 1988
- 『視力復活眼筋トレーニング 近視・遠視・老眼ならまかせなさい』（青春出版社、プレイブックス） 1989
- 『英単語super攻略術 「接頭語」+「語根」+「速読術」で記憶力大幅アップ!!』（日本文芸社、Rakuda books） 1990
- 『作家養成講座 それでも小説を書きたい人への最強アドバイス95』（ベストセラーズ） 1998
- 『視力復活眼筋トレーニング 近視・遠視・老眼ならまかせなさい 自分でできる実践図解版』（青春出版社） 1998
- 『作家デビュー完全必勝講座 若桜木流奥義書』（文芸社） 2002
- 『プロ作家養成塾 小説の書き方すべて教えます』（ベスト新書） 2002
- 『ミステリーはこう書く! 最新完全メソッド』（文芸社） 2002
- 『"右脳"でラクに覚える英単語』（青春出版社、プレイブックスインテリジェンス） 2004
- 『作家養成塾 プロの小説家になる』（ベストセラーズ） 2004
- 『プロ作家になるための四十カ条』（ベスト新書） 2006
- 『新人賞を狙える小説プロット実戦講座 作家デビューしたい!』（雷鳥社） 2007
- 『図解 視力復活眼筋トレーニング 特訓版』（青春出版社） 2007
- 『速読記憶術 1分1秒を争うあなたの学習効果が大幅にアップ! チャンキングトレーニング』（すばる舎） 2007
- 『小説新人賞の傾向と対策 キャラクターと舞台設定で狙う』（雷鳥社） 2008
- 『時代小説家になる秘伝 プロ作家養成塾』（ベスト新書） 2008
- 『「速読」で頭がよくなるすごい勉強法』（青春新書プレイブックス） 2008
- 『新TOEIC test英単語超速! 脳ターボメソッド!』（だいわ文庫） 2009
- 『オール図解 視力復活眼筋トレーニング 見るだけ速効術』（青春出版社） 2010
- 『「速読・速算」で脳はいっぺんに動き出す!』（青春出版社） 2010
- 『超速★記憶術 仕事が3倍速くなる』（中経の文庫） 2010
- 『図解 速効ゲームで「視力復活」眼筋トレーニング』（青春出版社） 2011
- 『国語・算数・理科・社会・英語で視力復活眼筋トレーニング』（青春出版社） 2012

## 共著
- 『キング・ソロモンの秘宝』（桂木亮企画、H・R・ハガード原作、ピラミッド文庫、ピラミッド・ゲームブック） 1986.10
- 『帝国空軍の飛跡 大型爆撃機出撃せよ!』（青山智樹共著、ベストセラーズ、ワニの本） 1993.12
- 『帝国空軍の曳光 絶対防衛圏を死守せよ!』（青山智樹共著、ベストセラーズ、ワニの本） 1994.4
- 『新本陣殺人事件』（矢島誠共著、河出書房新社） 2001.7

### 星乃彗理 名義
- 『牡羊座の凶劇・殺しの幕はあがった』（矢島誠共著、徳間書店、TOKUMA O NOVELS） 1994.3
- 『牡牛座の凶劇・花菖蒲は見ていた』（矢島誠共著、徳間書店、TOKUMA O NOVELS） 1994.4
- 『双子座の凶劇・もうひとつ死体が残った』（矢島誠共著、徳間書店、TOKUMA O NOVELS） 1994.5
- 『蟹座の凶劇・殺戮の紅い雨が降る』（矢島誠共著、徳間書店、TOKUMA O NOVELS） 1994.6
- 『獅子座の凶劇・血塗りの殺人カード』（矢島誠共著、徳間書店、TOKUMA O NOVELS） 1994.7
- 『乙女座の凶劇・別荘地に散る死体』（矢島誠共著、徳間書店、TOKUMA O NOVELS） 1994.8

### ゲームブック
- 『一緒にアクシア 大遺産を探せ!』（光文社文庫） 1986 - ゲームブック
- 『誘拐犯はエイリアン?』（すぎのさとみ絵、ポプラ社文庫、SF・ミステリーシリーズ） 1993 - シミュレーション・ゲームブック
- 『貴族仮面を倒せ - 究極のプロレス地獄に挑戦』（サンケイ出版、ミラクル・ゲームブック）

### 実用書
- 『受験速読 大学受験必勝テクニック ジョイント速読法』（川村明宏共著、センケン） 1988.10
- 『1日15分の速読トレーニング術 即席・即効 確実に10倍スピードアップの「ジョイント方式」』（川村明宏共著、ベストセラーズ、ワニの本） 1989.3
- 『視力復活!!超速読術 速く読めて目が良くなる驚異の書!!』（川村明宏共著、日本文芸社、Rakuda books） 1989.4
- 『左脳らくらく速読術 右脳を使うより、ずっと簡単だ』（川村明宏共著、光文社、カッパ・ブックス） 1989.2
- 『英単語スーパー記憶術 速読で重要単語がスラスラ』（川村明宏共著、祥伝社、ノン・ブック） 1990.4
- 『視力回復トレーニング 決定版!!』（川村明宏共著、ダイナミックセラーズ） 1990.3
- 『中高生・受験生の頭をよくする本』（川村明宏共著、二見書房、サラ・ブックス） 1990.12
- 『記憶力アップの超速読法』（角屋栄三共著、日本法令） 1991.4
- 『図書 英単語イメージ革命 : 最強の記憶術 すぐ覚えられ、絶対忘れない秘訣』（稲村直彦、文化創作出版） 1992
- 『ミステリーで生きた英語が勝手に身につく本』（尾朝昌一共著、明日香出版社） 1993.10
- 『頭がよくなる速読術』（川村明宏共著、日本実業出版社） 2002.2
- 『稼ぐ作家になるための裏技Q&A174 『筆客商売』』（共著、文芸社） 2002.12
- 『視力回復超速読術 速く読めて目がよくなる驚異のノウハウ』（川村明宏共著、日本文芸社、日文新書） 2002.3
- 『目と脳で感じるダイナミック英語速読分速1,000wordsマスター』（橘遵監修、北尾謙治, 北尾・S・キャスリーン共著、スリーエーネットワーク） 2006.6
- 『長い戒名ほど立派なのか』（加藤廣共著、ベスト新書） 2007.1
- 『マンガを読んで小説家になろう!』（大内明日香共著、アスペクト） 2007.3
- 『漫画原作のつくり方 プロの原作者になる』（すぎたとおる共編、雷鳥社） 2007.2
- 『1駅1問通勤電車で「すご脳」トレーニング』（ブレイントレ研究会共著、青春新書プレイブックス） 2008.9
- 『小説キャラクターの創り方 漫画・アニメ・映画、小説から学ぶ』（すぎたとおる, 高橋桐矢共著、雷鳥社） 2009.4
- 『すべてのオタクは小説家になれる!』（大内明日香共著、イーグルパブリシング） 2009.1
- 『新TOEIC test「英文速読」驚異の勉強術』（守川有共著、青春出版社） 2010.3
- 『〈図解〉戦国武将別日本の合戦40』（山中將司共著、東洋経済新報社） 2010.6
- 『超ライトノベル実戦作法 売れるライトノベルは書く前に"9割"決まる』（バーバラ・アスカ共著、アスペクト） 2010.4

## ノベライズ
- 『宇宙空母ブルーノア 若き獅子たちの誕生』（集英社文庫） 1980
- 『宇宙空母ブルーノア 人工惑星ゴドムとの対決』（集英社文庫） 1980
- 『大江戸捜査網』（桃園書房） 1980.5
- 『キャプテン』（文化出版局、ポケットメイツ） 1980.12
- 『サイボーグ009 超銀河伝説』Part 1 - 2（文化出版局、ポケットメイツ） 1980.12
- 『ムーの白鯨 1 アトランティスの襲来』（文化出版局、ポケットメイツ） 1980.12
- 『ムーの白鯨 2 悲劇の王女ラ・メール』（文化出版局、ポケットメイツ） 1980.12
- 『宇宙戦士バルディオス』Part 1 - 2（酒井あきよし原作、文化出版局、ポケットメイツ） 1981.11
- 『新竹取物語 1000年女王』Part 1 - 3（文化出版局、ポケットメイツ） 1981.6
- 『マルコ・ポーロの冒険』Ⅰ - Ⅲ（文化出版局、ポケットメイツ） 1981.7
- 『海のトリトン』上・下（手塚治虫原作、集英社文庫、コバルトシリーズ） 1982.6
- 『小説ガラスの仮面』（美内すずえ原作、白泉社、花とゆめcomicsスペシャル） 1982.8
- 『南の虹のルーシー』（フィルス・ピディングトン原案、秋元ジュニア文庫） 1982.10
- 『小説ナイン』全5巻（あだち充原作、小学館） 1983.12
- 『グーデの紋章 女戦士エフェ&ジーラ 』（ひかわ玲子原作、大陸書房） 1990.8

### 「宇宙戦艦ヤマト」
- 『宇宙戦艦ヤマト』（集英社文庫、コバルトシリーズ） 1978.9
- 『さらば宇宙戦艦ヤマト 愛の戦士たち』（集英社文庫、コバルトシリーズ） 1978.8
- 『宇宙戦艦ヤマト 新たなる旅立ち』（集英社文庫、コバルトシリーズ） 1979.9
- 『ヤマトよ永遠に』（集英社文庫、コバルトシリーズ） 1980.8
- 『宇宙戦艦ヤマトIII』上・下（集英社文庫、コバルトシリーズ） 1981.5
- 『宇宙戦艦ヤマト完結編』上・下（松本零士, 西崎義展原作・監修、集英社文庫、コバルトシリーズ） 1982.12

### 「銀河鉄道999」
- 『銀河鉄道999』（集英社文庫. コバルトシリーズ） 1979.8
- 『さよなら銀河鉄道999 アンドロメダ終着駅』（松本零士原作、集英社文庫、コバルトシリーズ） 1981.8

### TBS学園ドラマシリーズ
- 『1年B組新八先生. 新八先生初登場』（文化出版局、ポケットメイツ） 1980.12
- 『1年B組新八先生. さようなら久美子先生』（文化出版局、ポケットメイツ） 1981.3
- 『1年B組新八先生. 成績表とラブレター』（文化出版局、ポケットメイツ）1981.3
- 『2年B組仙八先生』全4巻（重森孝子原作、集英社文庫、コバルトシリーズ） 1981.8
- 『3年B組貫八先生』（岩間芳樹原作、秋元新書） 1982.11

### 「円卓の騎士物語 燃えろアーサー」
- 『燃えろアーサー 円卓の騎士物語』（文化出版局、ポケットメイツ） 1980.12
- 『燃えろアーサー 白馬の王子』（文化出版局、ポケットメイツ） 1981.9

## 漫画原作
- 「よろしく! マリーン」（野崎ふみこ、小学館、フラワーコミックス） 1984.11

他多数

## 編集
- 『タイムマシン金融KK SFショート・ショート』（編、秋元文庫） 1982
- 『悪魔との契約 SFショート・ショート』（編、秋元文庫） 1982

## 参考
- 筆客商売
- 新人賞を狙える小説プロット実戦講座 - 作家デビューしたい! - 紀伊国屋書店BookWeb